# Johann Augustin Faltis
Johann Augustin Faltis (4. června 1796, Vlčkovice v Podkrkonoší – 18. února 1874, Trutnov) byl českoněmecký vynálezce a podnikatel v textilním průmyslu. Je považován za zakladatele mechanického předení lnu v Čechách.

## Životopis
Narodil se 4. června 1796 ve Vlčkovicích v Podkrkonoší do rodiny obchodníka s plátnem Dominika Faltise a Anny Fendrichové. Vystudoval gymnázium v Hradci Králové a po jeho absolvování měl praxe v obchodní firmě Neupauer a spol.. V roce 1820 začal pracovat v otcově podniku, o tři roky později se osamostatnil a v Trutnově zřídil vlastní obchod s koloniálním a barvířským zbožím.
Roku 1833 mu nabídl hrabě František Arnošt Harrach místo ředitele plátenických továren v Hrabačově a v Janovicích. Ve 30. letech 19. století se Faltis ve Vídni seznámil s technikou mokrého předení. Také se seznámil s prvními stroji na mechanické předení lnu, jenže jejich dovoz do Rakouska byl zakázán. Faltis tedy odjel do Anglie, kde je podrobně prostudoval a po návratu do Trutnova je sám začal konstruovat a vyrábět.

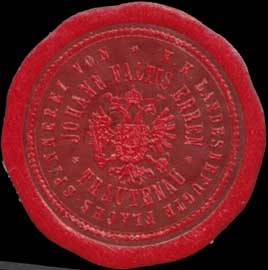
Pečeť přádelny lnu firmy Faltis

V roce 1836 zakoupil Faltis v Mladých Bukách pozemek s vodním mandlem a vybudoval zde první mechanickou přádelnu lnu v Českých zemích. Přádelna byla uvedena do provozu o rok později a již v roce 1841 zaměstnávala 229 pracovníků. V továrně zavedl stroje vlastní konstrukce.
Výroba v Mladých Bukách však nestačila poptávce a tak nechal v letech 1858 až 1859 postavit další přádelnu lnu v Trutnově. Ta navázala na areál bývalého pivovaru a stala se největší továrnou svého druhu na evropském kontinentě. V roce 1866 kvůli plenění během prusko-rakouské války vyhořela, avšak již následující rok byla výroba obnovena.
Roku 1858 oslepl, avšak podnikání se nevzdal a roku 1864 spolu se společníkem E. Grütznerem odkoupil i přádelnu v pruské Libavě (dnes Lubawka, Polsko). S celkovou kapacitou asi 90 000 vřeten se tak stal největším výrobcem lněné příze na evropském kontinentu. Byl jmenován rytířem Řádu Františka Josefa.
Zemřel 18. února 1874 v Trutnově. Zanechal po sobě majetek v hodnotě 7,5 milionu zlatých. Firmu po něm převzal jeho syn Karl Johann Faltis spolu s bratrem Friedrichem.

## Rodina
Johann Augustin Faltis měl dvě manželky. Rosalii Kubátovou a Franzisku Etteltovou.
Z prvního manželství s Rosalií Kubátovou (17. srpna 1804 – ?) měl tři dcery.
- Anna Rosalie (23. května 1823 – 25. května 1885) – manželka lékaře, podnikatele a trutnovského starosty Antonína Poráka
- Emilie Johanna (24. června 1827 – 5. srpna 1852)

Z druhého manželství s Franziskou Ettelovou (24. února 1832 – 7. dubna 1892) měl pět synů a čtyři dcery.
- Karl Johann (27. ledna 1857 – 24. prosince 1922)

- Richard Faltis (8. srpna 1858 – 10. července 1885)
- Marie (8. května 1860 – 7. srpna 1885)
- Friedrich Faltis (1868–1921)
- Franziska Sofie Viktorie (15. prosinec 1866 – 22. srpen 1920)